# Linardići
Linardići (olaszul: Puterno) falu Horvátországban Tengermellék-Hegyvidék megyében. Közigazgatásilag Krkhez tartozik.

## Fekvése
A Krk-sziget Šotoventonak nevezett nyugati csücskén Krk városától 10 km-re északnyugatra, a sziget belsejében, a legközelebbi tengerparttól 2 km-re fekszik.

## Története
A település nevét egykori lakóiról a Linardić családról kapta, melynek tagjai többségben ma is a sziget településein, köztük Linardićon és Fiume környékén élnek.
Területe a 15. század első feléig csak gyéren lakott volt. A Frangepánok, hogy fokozzák az adóból származó bevételeiket a 15. században velebiti vlachokat telepítettek ide, akik egy sajátos nyelvet az úgynevezett krki románt (krčkorumunjski) beszélték. A Linardić család is valószínűleg murlakoknak nevezett vlachok közül került ki. A Linardići és Pinezići közötti  területet ma is "Kambun"nak nevezik, mely szintén a krki románból származik és eredetileg mezőt jelentett. Kambun valamikor szintén falu volt, valószínűleg megfelel a Linardićinál korábban alapított mai Žgaljićnak. Lenardići mellett valamikor több település is volt. Kissé északra feküdt Sibikoći, délre pedig Hrahorići, melyeket szintén korábbi településeknek tartanak és nevükben szintén egykori családneveket őriznek.
A Frangepánok krki uralma 1480-ig tartott, amikor Velence tartva attól, hogy a Mátyás magyar király elfoglalja Frangepán VII. Jánost a sziget átadására bírta. Ezt követően Krk szigetét a Velence által kinevezett kormányzók, velencei nemesek igazgatták, akik viszonylagos önállóságot élveztek. A 16. század elején a török veszély miatt a kontinens területeiről számos menekült érkezett ide. Ekkor tűnik fel a településen a Cres szigetéről érkezett horvát Jurašić család. 1797-ben a napóleoni háborúk egyik következménye a Velencei Köztársaság megszűnése volt. Napóleon bukása után 1813-ban Krk osztrák kézre került. Ausztria 1822-ben a Kvarner szigeteivel együtt elválasztotta Dalmáciától és Isztriával kapcsolta össze, mely közvetlenül Bécs irányítása alá tartozott. 1867 és 1918 között az Osztrák–Magyar Monarchia része volt. 1857-ben 51, 1910-ben 206 lakosa volt. Az Osztrák-Magyar Monarchia bukását rövid olasz uralom követte, majd a település a Szerb–Horvát–Szlovén Királyság része lett. A második világháború idején előbb olasz, majd német csapatok szállták meg. A háborút követően újra Jugoszlávia, majd az önálló horvát állam része lett. 2011-ben 138 lakosa volt. Lakói főként mezőgazdasággal, főként földműveléssel, állattartással, kisebb mértékben olajbogyó termesztéssel, szőlőműveléssel foglalkoztak. Ma is a mezőgazdaság a legfontosabb megélhetési forrás, de kevés iparos is él a településen, mások a közeli Krken és Malinskán dolgoznak és újabban turizmussal foglalkoznak.

## Lakosság
| Lakosság változása | Lakosság változása | Lakosság változása | Lakosság változása | Lakosság változása | Lakosság változása | Lakosság változása | Lakosság változása | Lakosság változása | Lakosság változása | Lakosság változása | Lakosság változása | Lakosság változása | Lakosság változása | Lakosság változása | Lakosság változása |
| ------------------ | ------------------ | ------------------ | ------------------ | ------------------ | ------------------ | ------------------ | ------------------ | ------------------ | ------------------ | ------------------ | ------------------ | ------------------ | ------------------ | ------------------ | ------------------ |
| 1857               | 1869               | 1880               | 1890               | 1900               | 1910               | 1921               | 1931               | 1948               | 1953               | 1961               | 1971               | 1981               | 1991               | 2001               | 2011               |
| 151                | 166                | 137                | 187                | 199                | 206                | 214                | 221                | 253                | 233                | 224                | 174                | 131                | 116                | 102                | 138                |

## Nevezetességei
Szent Fuska tiszteletére szentelt plébániatemploma a korábbi Szent Antal kápolna bővítésével épült 1885-ben. Maga a kápolna még 1627-ből származik. A régi plébániatemplom egykor  Pinezić falu alatt a tengerhez közel magányosan állt. Ahogyan azonban a környéken egyre több templom és kápolna épült fel a templomot egyre gyérebben látogatták. Ezért a helyiek új plébániatemplom építését határozták el, csak azt nem tudták eldönteni, hogy Linardićin, vagy az akkor még nagyobb Skrpčićin építsék fel. Bár az eredeti tervben egy teljesen új templom építése szerepelt, a srkpčićiek ellenállása miatt végül a linardićiek elutasították az együttműködést és a Szent Antal kápolna átépítése és bővítése mellett döntöttek.  A templomot a régi plébániatemplomhoz hasonlóan Szent Fuska tiszteletére szentelték fel. A kápolna korábbi oltárából mellékoltár lett. A főoltárt a labini Luka Valentini festette. 1973-ban a templomhoz sekrestyét is építettek, egyúttal a szentélyt és a templom egy részét is átrendezték.